# Thụ tinh nhân tạo
Thụ tinh nhân tạo (artificial insemination, intrauterine insemination - IUI), còn gọi là phối giống nhân tạo, gieo tinh nhân tạo, là một phương pháp hỗ trợ sinh sản, thông qua một số biện pháp kỹ thuật, con người lấy tinh trùng từ con đực để pha chế, bảo quản và bơm vào đường sinh dục (tử cung) của con cái.
Hay nói khác đi, phối giống nhân tạo là phối giống không có sự tiếp xúc giữa hai cá thể đực cái; con người lấy tinh dịch cá thể đực pha chế và dẫn vào đường sinh dục cá thể cái.
Trên người, thụ tinh nhân tạo bao gồm cả thụ tinh trong ống nghiệm (là sự kết hợp của tinh trùng và trứng ở trong ống nghiệm).

## Trong chăn nuôi

### Lịch sử
Trong chăn nuôi, công nghệ thụ tinh nhân tạo được ứng dụng từ lâu với mục đích nhằm tăng số lượng quần thể nhanh.
Theo truyền thuyết, thụ tinh nhân tạo bắt đầu từ thế kỷ XIV, vào năm 1322, một vị tù trưởng (người Ả Rập) của bộ lạc nọ muốn có giống ngựa tốt, đã sai người đi hứng tinh dịch của một con ngựa đực tốt ở bộ lạc láng giềng vào một nắm bông và mang về nhét vào âm hộ ngựa cái. Cũng có tài liệu cho rằng, người chăn ngựa lấy khăn nhét vào âm đạo của con ngựa cái vừa giao phối xong, sau đó rút ra và mang về nhét vào âm đạo của con ngựa đang động dục. Về sau, ngựa của vị tù trưởng mang thai và sinh ra một con ngựa như ông mong muốn, con ngựa này giống hệt con ngựa đực của bộ lạc láng giềng. 
Từ thế kỷ thứ 17, thụ tinh nhân tạo mới được nghiên cứu và thực nghiệm rộng rãi trên nhiều đối tượng: I.I. Ivanov (Nga), L. Spallanzani (Italia), Bibbiena là những người đầu tiên thí nghiệm thụ tinh nhân tạo trên tằm; năm 1670, Malpighi nghiên cứu tằm; năm 1763, Lacobi nghiên cứu trên cá; năm 1677, các nhà khoa học Hà Lan phát hiện ra tinh trùng trong tinh dịch; năm 1779-1780, Lazzaro Spallanzani thực hiện thành công trên chó với tinh dịch thu được bằng phương pháp xoa bóp dương vật của chó đực.
Năm 1898 Heape, nhà bác học người Anh đã phát hiện ra chu kỳ sinh dục ở gia súc, đây là nền tảng khoa học cho kỹ thuật thụ tinh nhân tạo. Cùng thời điểm này, hai nhà khoa học người Mỹ là Pearson và Harrison đã phát hiện ra phương pháp dẫn tinh ngựa và bò.
Năm 1900, thụ tinh nhân tạo được thực hiện trên bò ở Nga (bởi nhà khoa học Ivanov) nhưng chưa phổ biến do gặp khó khăn trong việc khai thách tinh trùng của bò đực. Cùng thời gian này, thụ tinh nhân tạo được áp dụng rộng rãi trên chó ở Anh, Pháp. Thụ tinh nhân tạo được phát triển sau khi Joseppe Amantea, nhà bác học người Italia, đã phát minh ra âm đạo giả để khai thác tinh trùng của chó đực vào năm 1914. Từ phát minh này, lần lượt âm đạo gia để khai thác tinh trùng của các loài gia súc khác được ra đời khắc phục hàng loạt những khó khăn trong việc khai thác tinh, nhất là trên ngựa, các loài dạ cỏ (bò).
Ở Việt Nam, thụ tinh nhân tạo trên vật nuôi được ứng dụng đầu tiên vào năm 1957 tại Học viện Nông - Lâm, nay là Học viện Nông nghiệp Việt Nam. Thụ tịnh nhân tạo được áp dụng trên lợn vào năm 1958, trên bò vào năm 1960, trên trâu vào năm 1961, trên ngựa vào năm 1964. Năm 1970, cơ sở đông lạnh tinh dịch bò dạng viên được xây dựng tại Moncada thuộc huyện Ba Vì, thành phố Hà Nội. Năm 1986, Viện Chăn nuôi đã ứng dụng thành công thụ tinh nhân tạo trên gà, năm 1990 trên ngỗng, năm 1991 ứng dụng cho lai xa giữa ngan và vịt, năm 1995 ứng dụng trên cho dê, năm 1997 ứng dụng trên chó nghiệp vụ. Đến nay, thụ tinh nhân tạo được áp dụng rộng rãi trong chăn nuôi lợn và bò.

### Những lợi ích và hạn chế của thụ tinh nhân tạo trên vật nuôi
Thụ tinh nhân tạo giúp nâng cao khả năng truyền giống của con đực, một con lợn đực giống tốt có thể phụ trách được từ hàng trăm đến hàng nghìn con lợn cái; một con bò đực giống tốt có thể phụ trách hàng vạn bò cái. Mỗi lần xuất tinh, có thể pha chế thành 30 – 40 liều tinh đối với lợn, trên 200 liều tinh đối với bò.
Thụ tinh nhân tạo giúp nâng cao phẩm chất đàn gia súc. Người chăn nuôi Việt Nam thường có câu “Đực tốt thì tốt cả đàn; nái (cái) tốt chỉ tốt một ổ”. Với chỉ một số ít đực giống tốt, được tuyển kỹ càng sẽ tạo ra một số lượng lớn liều tinh trùng có chất tốt, khi dẫn tinh cho gia súc cái thì các đặc điểm tốt của con sẽ được truyền cho đời sau. 
Việc khai thác tinh trùng, pha chế bằng dung môi hoặc làm đông lạnh có thể bảo quản được trong thời gian dài ở nhiệt độ thích hợp. Tinh dịch của lợn sau pha chế có thể bảo quản ở nhiệt độ 16 – 180C được 1 – 4 ngày (tùy theo giống), tinh dịch trâu bò (dạng tinh đông lạnh) có thể bảo quản trong môi trường nitơ lỏng được 8 – 10 năm, thậm chí lên đến 40 năm. Bên cạnh đó, tinh trùng sau khi pha loãng gọn, nhẹ có thể vận chuyển đi xa trong những điều kiện khó khăn mà được giống khó có thể vận chuyển được. 
Ngoài những ưu điểm trên, thụ tinh nhân tạo trên vật nuôi còn giúp tránh được những bệnh lây lan qua đường sinh sản thông qua giao phối trực tiếp; khắc phục sự chênh lệch về tầm vóc giữa con đực và con cái (ví dụ bò đực giống 1.000 kg rất khó phối giống cho bò cái tầm vóc khoảng 200 kg); đáp ứng nhu cầu số lượng cái động dục lớn trong điều kiện ít đực giống; kéo dài thời gian sử dụng đực giống và tăng hiệu quả kinh tế gấp từ 5-6 lần so với nhảy trực tiếp đối với lợn và hàng trăm lần đối với bò.
Tuy nhiên, để thụ tinh nhân tạo thành công đòi hỏi người thực hiện phải có kiến thức chắc về đặc điểm sinh lý, sinh sản của vật nuôi; có kinh nghiệm thực tiễn; hăng say với nghề. Thông thường, tỷ lệ thụ thai khi thụ tinh nhân tạo thấp hơn so với giao phối tự nhiên. 

### Quy trình chung
Để thụ tinh nhân tạo trên vật nuôi cần triển khai các hoạt động cơ bản: khai thác tinh của con đực (hoặc con trống đối với gia cầm); đánh giá chất lượng tinh dịch và pha chế, bảo quản; thụ tinh cho con cái bằng việc sử dụng súng bắn tinh để bơm tinh trùng vào tận tử cung. 

### Thụ tinh nhân tạo cho gà

#### Lấy tinh của gà trống
Gà trống dùng để thụ tinh nhân tạo là gà trưởng thành, mạnh khỏe (nhất là không bị nhiễm ký sinh ngoài da, ký sinh khu trú xung quanh khu vực huyệt, khiến bộ phận sinh dục đực khó phát hiện), thể chất tốt. Đã được qua huấn luyện khai thác tinh, phải thuần thục, không hoảng sợ trong điều kiện căng thẳng hay bị nắm giữ (khi lấy tinh), được nuôi cách ly nhưng vẫn có khả năng khi gặp gà mái. Nơi nuôi nhốt gà trống không được quá nóng, nhiệt độ chuồng nuôi tương dối ổn định.
Có nhiều cách lấy tinh, phương pháp phổ biến và hiệu quả nhất là người công nhân dùn tay trái luồn bên dưới lườn gà trống, hướng đầu gà vào bên trong người, dùng ngón tay nắm cẳng chân phải (gà trống lớn, ngón tay nắm cẳng trái). Tay phải vuốt giữa lưng xuống đến đuôi, ngón tay trái xoa bóp dưới bụng. Sau nhiều lần gà vỗ cánh, chuyển tay phải từ lưng qua huyệt (vent), dùng ngón cái và ngón trỏ day hai bên huyệt, đồng thời, bàn tay trái bóp vào vùng bụng cho đến khi một dòng dịch nhỏ như sữa chảy ra. Hứng tinh dịch bằng chén (thủy tinh, men, xứ). Một số trường hợp đặc biệt như vịt trời, bộ phận sinh dục không nhô hẳn ra ngoài, khi xuất tinh, một phần chảy lên một phần của bề mặt huyệt.
Mỗi lần xuất tinh, gà trống tiết từ 0,1 – 0,44 cc tinh trùng. Cường độ khai thác 2 – 4 ngày/lần.
Tinh có thể lưu từ 2 đến 4 giờ trong điều kiện thường (không nên để tinh bị khô, giữ trong điều kiện nhiệt độ thấp hơn thân nhiệt của gà trống) mà không ảnh hưởng gì đến khả năng thụ tinh, có thể giữ lâu hơn trong điều kiện bảo quản.

#### Gieo tinh cho gà mái
Gà mái dùng để thụ tinh nhân tạo phải đảm bảo đang giai đoạn động dục, không có trứng đã có vỏ ở phần dưới của vòi trứng để tinh trùng di chuyển dễ dàng đến nơi thụ tinh với trứng.
Khi thụ tinh, nhẹ nhàng ôm gà mái lên, giữ và kích thích gà mái tương tự khi lấy tinh gà trống. Day sau khi vỗ và xoa bóp, huyệt chuyển động và một vòi (là đầu cuối của vòi trứng) xuất hiện ở bên trái, có thể hình tỏa tròn (rosette) hoặc một nếp hoặc kẽ da. Khi đó, dùng súng bắn tinh, ống hút hoặc xilanh gieo tinh vào sâu từ 0.6 đến 2.5 cm tính từ đầu vòi. Cuối cùng, nới lỏng cơ thể gà mái ngay sau khi gieo tinh để ống dẫn trứng trở về vị trí bình thường, rút tinh trùng vào trong. 
Cường độ gieo tinh thông thường một lần/tuần là đủ để duy trì sự thụ tinh (tinh trùng của gà trống có thể sống và thụ tinh cho trứng của gà mái trong vòng một tuần).

### Thụ tinh nhân tạo giữa ngan đực và vịt cái

#### Tạo đàn bố mẹ và huấn luyện
Đối với ngan đực: 
- Chọn những con có ngoại hình cân đối, thân hình vạm vỡ, ngực sâu rộng, mắt sáng, mào đỏ, nhanh nhẹn, lông bóng mượt, hăng hái về tính dục (khi thả con mái vào có hiện tượng đuổi theo, dựng lông đầu, đánh những con đực khác).
- Nhốt riêng ngan đực mỗi ô một con, đồng thời nhốt gần đó 1-2 ngan cái có ngoại hình cân đối và đã thành thục về tính (26 tuần tuổi) để kích thích ngan đực và sử dụng làm mái thí tình khi khai thác tinh của ngan đực.
- Người chăn nuôi, người lấy tinh tiếp xúc hàng ngày với ngan đực để làm quen, huấn luyện cho ngan đực có phản xạ sinh dục bằng cách vuốt dọc sống lưng ngan đực. Công việc này được làm từ ngay ngày đầu bằng cách mở ô cửa ra dùng tay vuốt lưng ngan đực từ vai xuống đề hõm đuôi. Thao tác này được thực hiện trên 2 lần/ngày, thời gian vuốt trên 2-3 phút, thực hiện trong 10-14 ngày; trong quá trình chăm sóc, nuôi dưỡng và huấn luyện đều cố định người và trang phục.
- Vào ngày thứ 10 - 14, khi người nuôi tiếp xúc thấy ngan đực đứng yên, không né tránh, dùng hai tay bắt ngan cái thí tình bằng cách giữ hai cánh và nhẹ nhàng đặt vào ô ngan đực sau đó quan sát phản ứng giao tiếp của chúng. Những con có phản ứng đạp mái sẽ có hiện tượng rỉa lông đầu, lông cổ, trèo lên lưng ngan cái, vào thời điểm này cần bắt ngan mái sang ô ngan trống khác. Thao tác này cũng tiến hành mỗi lần 2-3 phút, thực hiện 2 lần/ngày kéo dài 10-14 ngày.
- Sau giai đoạn huấn luyện, ngan đực sẽ có phản xạ đạp mái với biểu hiện khi mở ô ngan mái ra (để bắt ra ngoài) thì con đực đã nháo nhác về phía ngan mái, quay sang ô đực khác để đánh nhau. Thời điểm này, chúng tôi tiến hành lấy tinh thử để xác định lượng tinh của từng con đực và đánh dấu những con cho tinh kém để thay bằng những con khác.
- Khu vực chuồng ngan đảm bảo khô, thoáng, ấm. Nuôi dưỡng ngan đực được tuân theo đúng quy trình chăn nuôi, thú y. Quá trình huấn luyện ngan được tiến hành nhẹ nhàng, không nóng vội.

#### Khai thác, pha loãng tinh của ngan đực
- Thời gian lấy tinh và thụ tinh được tiến hành từ 6h00’ – 9h00’ để đảm bảo yêu cầu kỹ thuật. Các dụng cụ lấy tinh: cốc hứng tinh (cốc thủy tinh trung tính có chiều cao 12–15 cm, miệng rộng 4–5 cm), pipet hút tinh có vạch chia ml, ống pha loãng tinh dịch (ống nghiệm có chia vạch ml), dung môi pha loãng tinh, phích bảo quản tinh dịch.
- Khi lấy tinh, nhẹ nhàng bắt ngan cái bằng hai tay đặt vào ô ngan đực cần lấy tinh. Sau khi cho ngan cái vào ô, con đực có phản xạ đạp ngan cái như làm quen, trèo lên lưng con cái, lấy thăng bằng bằng hai chân bấu chặt lấy 2 âu cánh con cái, mỏ ngậm chặt lông đầu cổ. Lúc này, nhẹ nhàng kéo con mái ra phía cửa để dễ thực hiện thao tác hứng tinh. Để đuôi ngan cái quay về phía cửa (phía người lấy tinh). Khi ngan đực đạp ngan cái, người lấy tinh chuẩn bị sẵn cốc chứa tinh trên tay, khi ngan đực có phản xạ thò gai giao cấu để giao phối nhanh chóng đưa miệng cốc về phía gai giao cấu (hậu môn) để chuẩn bị hứng tinh. Khi hứng tinh, đưa cốc sát vào hậu môn con đực, dùng ngón cái và trỏ của tay trái giữ nhẹ phần hõm đuôi ngan đực, sau đó dùng ngón trỏ tay phải kiểm tra lỗ huyệt con đực, nếu thấy nổi cục và rắn lại, đuôi ngoáy nhanh (là lúc chuẩn bị xuất tinh) thì nhanh chóng ấn miệng cốc và ấn nhẹ phao câu con mái xuống để cho gai giao cấu của ngan đực bật vào lòng cốc, chờ cho ngan đực phóng hết tinh vào trong lòng cốc thì bỏ ra và nhẹ nhàng bắt ngan cái ra. Trung bình mỗi con ngan đực lấy được 1-2 ml tinh dịch.
- Sau khi lấy được tinh, kiểm tra, đánh gia sơ bộ chất lượng tinh dịch bằng mắt thường. Bình thường tinh dịch có màu từ trắng đục đến ghi, những trường hợp tinh dịch có màu khác như trong vắt, đen, màu nâu, màu đỏ hoặc vẩn đục thì chúng tôi loại bỏ.
- Sau khi kiểm tra cảm quan đánh giá sơ bộ chất lượng tinh, dùng pipet hút nhẹ nhàng tinh dịch từ cốc, đọc số lượng ml của từng con và cho sang ống pha loãng.
- Pha loãng tinh dịch: Dùng dung môi pha loãng để pha; tỷ lệ pha loãng là 3ml tinh dịch + 1ml dung môi. Khi pha loãng nghiêng ống nghiệm nhẹ nhàng đưa dung môi cho chảy xuống theo thành ống pha loãng và quay nhẹ nhàng ống để trộn đều tinh dịch với dung môi.
- Hút tinh dịch đã được pha loãng vào các ống dẫn tinh (cọng rạ) và đưa vào thùng bảo quản, duy trì nhiệt độ 37oC. Thời gian bảo quản và sử dụng tối đa 45 phút.

#### Thụ tinh cho vịt cái[7]
Vịt mái sinh sản đang trong giai đoạn khai thác trứng. Hàng ngày, người chăn nuôi tiến hành vệ sinh chuồng nuôi và sân chơi sạch sẽ, bổ sung thêm độn chuồng và thu nhặt trứng vào 6 - 7 giờ sáng. Thời gian phối tinh cho vịt mái là từ 6 - 9 giờ, được tiến hành ngay khi khai thác, pha loãng tinh dịch của ngan đực.
Lắp ỗng dẫn tinh vào súng bắn tinh, nâng súng lên để bọt khí nổi lên trên đầu ống và bóp cò súng để đẩy hết bọt khí ra ngoài.
Bắt vịt cái, cầm hai chân dốc đầu xuống dưới. Sau đó bộc lộ lỗ huyệt của vịt bằng cách dùng 2 ngón cái và 2 ngón trỏ ấn nhẹ xung quanh lỗ huyệt, đồng thời dùng hai đùi kẹp sẽ tạo ra áp lực cho âm đạo lộn ra. Đến khi xuất hiện một lỗ tròn nhỏ, cầm súng bắn tinh nhẹ nhàng đưa đầu ống dẫn tinh vào tử cung và khi có cảm giác hẫng tay tức là ống dẫn tinh đã qua được cơ vòng âm đạo, nhanh chóng bóp cò súng để đẩy một lượng tinh dịch vào tử cung của vịt mái. Sau đó, nhẹ nhàng rút súng ra và kéo nhẹ hậu môn lên, mở hai đùi ra để trả tử cung về vị trí cũ và thả vịt xuống nền. Việc thụ tinh nhõn tạo được tiến hành lặp lại sau 4 ngày.

## Trên người

### Tổng quan
Trên người, thụ tinh nhân tạo chủ yếu nhằm mục đích hỗ trợ sinh sản cho những cặp vợ chồng hiếm muộn, vô sinh, vì lý do nào đó mà tinh trùng không thể thụ tinh cho trứng bằng phương pháp tự nhiên.
Thụ tinh nhân tạo được áp dụng cho cặp vợ chồng vô sinh mong muốn có con; cụ thể như vô sinh do: tinh trùng người chồng yếu, rối loạn phóng noãn, lạc nội mạc tử cung, yếu tố cổ tử cung. Một số trường hợp khác như: người chồng không có tinh trùng, cần xin mẫu tinh trùng để thực hiện thụ tinh nhân tạo cho người vợ; lưu giữ tinh trùng; một số phụ nữ đơn thân, mong muốn có con dù chưa (hoặc không) lập gia đình; một số trường hợp người chồng qua đời khi chưa có con và nguyện vọng người vợ mong muốn có con với người chồng đã khuất…
Để thực hiện được thụ tinh nhân tạo, người phụ nữ phải có ít nhất một vòi tử cung thông.

### Quy trình thụ tinh nhân tạo
Lấy tinh dịch: trước khi lấy tinh trùng, người chồng (hay người đàn ông) cần kiêng quan hệ tình dục trong khoảng một tuần; khi lấy tinh dịch toàn bộ bộ phận sinh dục và tay người chồng được vệ sinh sạch sẽ, sau đó người chồng xuất tinh bằng phương pháp thủ dâm.   
Lọc, rửa tinh trùng: đây là kỹ thuật nhằm mục đích loại bỏ tinh trùng chết, tinh tương để thu được mẫu có nhiều tinh trùng khoẻ mạnh để sử dụng trong thụ tinh nhân tạo (bơm vào buồng tử cung của phụ nữ) hoặc thụ tinh trong ống nghiệm.
Bơm tinh trùng vào buồng tử cung: đây là kỹ thuật sử dụng catheter được đưa qua cổ tử cung để bơm trực tiếp tinh trùng đã lọc rửa vào buồng tử cung. Phương pháp bơm tinh trùng vào buồng tử cung sẽ làm tăng tỷ lệ có thai.